# Antonio Taboada Zarza
Pedro Antonio Taboada Zarza (Villarrica, 26 de agosto de 1848-16 de mayo de 1913) fue un político paraguayo, uno de los fundadores y el primer presidente del partido político Centro Democrático, que posteriormente se convirtió en el Partido Liberal Radical Auténtico. Desempeñó un papel fundamental en la política paraguaya a finales del siglo XIX y principios del siglo XX.

## Biografía
Antonio Taboada vino al mundo el 26 de agosto de 1848 en su hogar situado en la ciudad de Villarrica. Inició sus estudios primarios en dicha localidad, para luego trasladarse a Asunción en busca de una educación más amplia. Inicialmente, tenía planeado continuar sus estudios en el extranjero, pero debido a los acontecimientos derivados de la guerra de la Triple Alianza, esos planes se vieron completamente alterados.
Cabe destacar que Antonio Taboada fue el progenitor de Ramón Indalecio Cardozo, reconocido y destacado pedagogo oriundo también de Villarrica.

## Fundación del Centro Democrático (actual Partido Liberal Radical Auténtico)
El 10 de julio de 1887, en la ciudad de Villarrica, tuvo lugar la fundación de un partido político conocido inicialmente como Centro Democrático. Esta iniciativa fue liderada por Antonio Taboada, quien fue elegido como el primer presidente de la organización. José De la Cruz Ayala, apodado "Alón" y reconocido como portavoz de la clase media y los sectores populares, asumió el cargo de primer secretario general. El acta de fundación del partido fue redactada por Cecilio Báez, uno de los miembros del grupo fundador. El cambio de nombre a Partido Liberal se produjo en 1890. y años más tarde se lo denominó Partido Liberal Radical Auténtico, nombre por el que hasta la fecha se lo reconoce.

## Matrimonio y descendencia
Antonio Taboada contrajo matrimonio en primeras nupcias con Adelia Larramendi el 3 de mayo de 1880 en Villarrica. Posteriormente, contrajo segundas nupcias con María Vera y Aragón el 14 de diciembre de 1896, también en Villarrica. Taboada tuvo una numerosa prole con diferentes mujeres, sumando un total de 17 hijos.
Con Adelia Larramendi, tuvo los siguientes hijos: Eusebio Arturo Taboada Larramendi, Isabel de Jesús Taboada Larramendi, Antonio Alberto Taboada Larramendi, Carlos Gregorio Taboada Larramendi, Enrique Julián Taboada Larramendi, Juan Manuel Taboada Larramendi, Luis Trinidad Taboada Larramendi y Adelia Rosa Taboada Larramendi.
Con María Vera y Aragón, tuvo los siguientes hijos: Aníbal Alberto Taboada Vera y Aragón, María Sara Taboada Vera y Aragón, y Edmundo Marciano Taboada Vera y Aragón.
Con Josefa de la Cruz Cardoso Vayo, tuvo los siguientes hijos: Ramón Indalecio Cardozo, Eliza Cardozo, Juana Cardozo y Federico Cardozo.
Con Asunción Báez, tuvo a Filipina Taboada Báez y Rufino Héctor Taboada Báez. Con Francisca Vásquez, tuvo a Ernesto Taboada Vásquez.

## Muerte
Antonio Taboada falleció el 16 de mayo de 1913 en su ciudad natal Villarrica.

## Galería de imágenes
|                          |
| Antonio Taboada en 1874. |

|                                             |
| Gregorio Taboada, padre de Antonio Taboada. |

|                                       |
| Antonio Taboada en la década de 1880. |

|                     |
| Funeral de Taboada. |